# Carolina Mendes
Carolina Ana Trindade Coruche Mendes (Évora, 27 novembre 1987) è una calciatrice portoghese, attaccante del Braga e della nazionale portoghese.

## Carriera

### Club
Carolina Mendes avvicinatasi al gioco del calcio fin da piccola, inizia la sua carriera nel campionato portoghese femminile di calcio. Nel 2007 veste la maglia dell'União Desportiva Ponte de Frielas, società che milita nelle serie minori del campionato nazionale, rimanendo due stagioni prima di trovare un accordo con il Campione di Portogallo 1º Dezembro dalla stagione 2009-2010 per giocare in Campeonato Nacional. Nelle due stagioni disputate con la società di Sintra vince due titoli nazionali e due coppe di Portogallo di categoria. Grazie ai risultati ottenuti in campionato Mendes fa il suo debutto anche in UEFA Women's Champions League, il 1º agosto 2009, in occasione dell'incontro vinto 3-0 sulle gallesi del Cardiff City e valido per la fase di qualificazione, gruppo C, non riuscendo ad accedere alla fase successiva. L'esperienza si ripete anche nel torneo successivo anche in questo caso interrotto alla fase di qualificazione.
Nell'estate 2011 coglie l'occasione per trasferirsi all'estero, per giocare per la prima volta fuori dal territorio nazionale, sottoscrivendo un accordo con L'Estartit iscritto all'edizione 2011-2012 della Primera División, livello di vertice del campionato spagnolo. La stagione si rivela difficile, con la squadra incapace di staccarsi dalla parte bassa della classifica e che al termine del campionato si classifica al quindicesimo e quartultimo posto con conseguente retrocessione.
Durante il calciomercato estivo 2012 si trasferisce al Llanos de Olivenza, ancora in Primera División, per il campionato 2012-2013. Anche nella sua seconda stagione il percorso si rivela difficile, anche per la riforma che ha diminuito a 16 le squadre ammesse; la squadra non riesce ad uscire dalla parte bassa della classifica non riuscendo ad evitare la retrocessione terminando al quindicesimo e penultimo posto.
Nell'estate 2013 decide di trasferirsi nuovamente all'estero, sottoscrivendo un accordo con il Riviera di Romagna per giocare in Serie A, massimo livello del campionato italiano, per la stagione 2013-2014. Fa il suo debutto nel campionato italiano il 9 novembre 2013, alla settima giornata, nell'incontro pareggiato per 0-0 con le avversarie della Res Roma, mentre realizza la sua prima rete alla Torres una settimana più tardi, portando sul momentaneo vantaggio di 1-0 la sua squadra al 55', incontro poi vinto dalle sassaresi peer 3-1. Con le giallo-rosso-blù rimane una sola stagione condividendo con le compagne il raggiungimento del sesto posto in campionato, dove realizza 7 reti su 21 incontri disputati, e gli ottavi di Coppa Italia, eliminate dal Firenze ai tiri di rigore dopo che i tempi regolamentari si erano conclusi a reti involate.
Durante il calciomercato estivo 2014 firma un contratto con il Rossijanka, club iscritto alla Vysšij Divizion, la prima nella struttura del campionato russo, per giocare con la maglia della città di Krasnoarmejsk, nell'Oblast' di Mosca, dalla seconda parte della stagione, conclusa al quarto posto. Mendes rimane anche la stagione 2016, contribuendo a raggiungere il secondo posto in classifica, assicurando così l'accesso alla UEFA Women's Champions League 2016-2017, lasciando la società con un tabellino personale di 27 incontri di campionato e 5 reti segnate.
Lasciato il campionato russo intraprende una nuova avventura in Svezia, siglando un accordo con il Djurgården, società di Stoccolma iscritta alla Elitettan, secondo livello del campionato svedese. Alla sua prima stagione contribuisce a raggiungere il secondo posto in classifica e la conseguente promozione in Damallsvenskan e, con 3 reti su 14 presenze, il sesto posto nel successivo campionato..
Per la stagione 2017 decide di trasferirsi in Islanda, accordandosi con il neopromosso Grindavík per giocare in Úrvalsdeild kvenna, contribuendo a far raggiungere alla squadra il settimo posto in campionato e la conseguente salvezza.
Conclusi gli obblighi contrattuali con la società islandese, nell'ottobre 2017 formalizza il suo ritorno in Italia sottoscrivendo un accordo con il Mozzanica.

### Nazionale
Mendes inizia ad essere convocata dalla federazione calcistica del Portogallo (Federação Portuguesa de Futebol - FPF) nel 2004, inserita in rosa nella formazione under 19 che affronta le qualificazioni al campionato europeo di Ungheria 2005, nella quale debutta il 28 settembre 2004, nell'incontro perso 6-1 con le pari età della Finlandia, dove è anche autrice dell'unica rete portoghese. Nei due anni, dal 2004 al 2006, nei quali ha indossato la maglia dell'U-19 ha complessivamente siglato 15 reti su 21 incontri, tra cui una quadripletta il 1º ottobre 2005 nella partita vinta 6-0 sul Kazakistan in occasione delle qualificazioni all'Europeo di Svizzera 2006
Sempre del 2005 è l'unica convocazione nell'under 18, inserita in rosa nella formazione che il 28 maggio 2005 affronta in amichevole le pari età dell'Italia e terminata 2-0 per le Azzurrine.
All'età di 19 anni il responsabile tecnico della nazionale maggiore Jose Augusto la convoca nella squadra impegnata all'edizione 2007 dell'Algarve Cup e dove debutta il 7 marzo all'Estadio Municipal di Lagos, nella partita pareggiata 1-1 con le avversarie dell'Irlanda, rilevando al 70' Francisca Martins.
In seguito viene convocata con regolarità, condividendo il percorso della propria nazionale nell'Algarve Cup, dove va a segno in due occasioni, con l'Ungheria nell'edizione 2012 e con la Russia in quella del 2014, e nelle qualificazioni al campionato mondiale di Canada 2015 e a quelle degli Europei di Svezia 2013, mancandola, e a quelle dei Paesi Bassi 2017, condividendo con le compagne il primo storico accesso ad una fase finale del campionato organizzato dalla UEFA.
Il selezionatore Francisco Neto la inserisce nella rosa definitiva della squadra annunciata il 6 luglio 2017 e Mendes ha così l'occasione di mettersi in luce durante il torneo. Sue sono due delle tre reti siglate dal Portogallo, in quella del 23 luglio vinta 2-1 sulla Scozia, assieme ad Ana Leite, e in quella del 27 luglio persa 2-1 con l'Inghilterra, tuttavia ininfluenti per il passaggio del turno nel gruppo D in quanto, pur finendo la fase a gironi a 3 punti con Scozia e Spagna, si qualificano queste ultime.

## Palmarès

### Club
- Campionato portoghese: 2

1º Dezembro: 2009-2010, 2010-2011
- Coppa del Portogallo femminile: 2

1º Dezembro: 2009-2010, 2010-2011